# Мотацијана (Пјаченца)
Мотацијана је насеље у Италији у округу Пјаченца, региону Емилија-Ромања.
Према процени из 2011. у насељу је живело 442 становника. Насеље се налази на надморској висини од 90 м.